# کپی تراش
دستگاه کپی تراش دستگاهی است که به منظور ساخت قطعات  هم اندازه و هم شکل مطابق قطعه نمونه یا شابلون می‌باشد  .
دستگاه کپی تراش دارای چهار عضو می‌باشد  :
1. شابلون یا قلم نمونه : این عضو مانند حافظه مکانیکی می‌باشد  که حاوی اطلاعات مسیراست.
2. قلم کپی : این عضو با حساسیت زیاد با شابلون یا قطعه نمونه تماس پیدا کرده و با نیروی کمی مطابق با شکل قطعه جابه جا می گردد .
3. مجموعه تقویت‌کننده : مجموعه تقویت‌کننده ، حرکت حاصل از قلم کپی را که دارای نیروی کمی است به حرکتی با قدرت بیشتری تبدیل و آن را به دنده تراش منتقل می‌کند.
4. رنده تراش : شکل خواسته شده ( مطابق قطعه نمونه یا شابلون ) را روی قطعه کار ایجاد می‌کند .

## سیستم های مختلف دستگاه های کپی تراش
1- تقسیم بندی بر حسب تعداد محور :
- - سیستم تک محوری : در این سیستم حرکت محور دوم با پیشروی طولی میز دستگاه ایجاد می‌شود یعنی  حرکت کپی تراش از پیشروی طولی میز دستگاه و حرکت عرضی رنده تراش (سوپرت کپی تراش) تشکیل می‌شود .
- - سیستم دو محوری : در این سیستم ، دو محور عمل‌کننده وابسته طوری کنترل می‌شود که پیشروی حاصل در جهت شکل قطعه ،  تقریباً ثابت بماند .

2- سیستم‌های تقویت‌کننده نیرو :
- - سیستم هیدرولیکی

I - کنترل یک لبه ای
II - کنترل چند لبه ای 
- - سیستم الکترو هیدرولیکی
- - سیستم الکتریکی کپی تراش : این سیستم در فرزهای کپی تراش کاربرد بهتری دارد .

سیستم تجهیزات الکتریکی دو ژنراتور را کنترل می‌کند که سرعت پیشروی را مطابق با محور مربوط  تنظیم می‌کند .